# Edsbyns IF
Edsbyns IF er en idrætsforening fra Edsbyn, Sverige. Klubben blev grundlagt 6. juni 1909, og vandt det svenske mesterskab i bandy for herrer i 1952, 1953, 1962, 1978, 2004, 2005, 2006, 2007, 2008 2017 og 2018.